# اما ترهو
اما ترهو (انگلیسی: Emma Terho; ۱۷ دسامبر ۱۹۸۱ – ) ورزشکار هاکی روی یخ اهل فنلاند بود.
وی در مسابقات کشوری و بین‌المللی در مجموع برندهٔ ۶ مدال برنز شده‌است.